# Junio Valerio Borghese
Junio Valerio Borghese (Artena, 6 giugno 1906 – Cadice, 26 agosto 1974) è stato un militare, politico e nobile italiano, membro della principesca famiglia Borghese.
Comandante della Xª Flottiglia MAS, dopo l'armistizio dell'8 settembre 1943 aderì alla Repubblica Sociale Italiana (RSI) come sottocapo di Stato Maggiore della Marina Nazionale Repubblicana, combattendo al fianco dei nazisti contro l'esercito anglo-americano. Ai suoi ordini la Xª MAS della RSI si segnalò per la particolare violenza e brutalità in funzione antipartigiana, compiendo atti per la quasi totalità dei quali, nel dopoguerra, evitò di risponderne o ebbe una condanna mite, a causa delle pressioni dell'OSS e di settori dei servizi italiani.
Molti di questi atti, poi riconosciuti come crimini di guerra, furono occultati per decenni e vennero alla luce solo dopo il 1994 con la scoperta degli "armadi della vergogna".
Fu presidente del Movimento Sociale Italiano dal 1951 al 1953. Nel 1970 si fece promotore di un fallito colpo di Stato, passato alla storia come "golpe Borghese" o "golpe dell'Immacolata", nonché di altre iniziative eversive rientranti nel quadro della "strategia della tensione". In seguito al fallimento del golpe, fuggì nella Spagna franchista dove rimase fino alla morte.

## Biografia

### L'inizio della carriera militare
Era il secondo dei quattro figli del principe Livio Borghese e di Valeria Keun.
Attratto dalla vita militare, nel 1922 venne ammesso ai corsi della Regia accademia navale, dalla quale uscì nel 1928 con il grado di guardiamarina; dovette comunque attendere quasi un anno per avere il suo primo imbarco, sull'incrociatore Trento. Nel 1929 venne promosso sottotenente di vascello e imbarcato su una delle torpediniere operanti in Adriatico; l'anno successivo frequentò il corso superiore dell'Accademia Navale, e nel 1932 venne trasferito ai sommergibili.
Dopo aver frequentato il corso di armi subacquee, nel 1933, promosso tenente di vascello, venne imbarcato dapprima sul Colombo, quindi sul Titano. Nonostante avesse nel frattempo conseguito i brevetti di palombaro normale e di grande profondità, fu solo nel 1935 che ricevette il primo incarico di sommergibilista dapprima imbarcato, quale ufficiale in 2ª, a bordo del sommergibile Tricheco (dall'11 novembre 1935, partecipando alla guerra d'Etiopia) e successivamente del Finzi (dal 12 febbraio 1937).

### La guerra civile spagnola
Dal 15 giugno 1937 assunse, infine, il primo comando: con il nuovo sommergibile Iride prese parte alla guerra civile spagnola. Il 30 agosto fu attaccato un cacciatorpediniere identificato erroneamente con uno della flotta repubblicana della classe Churruca. In realtà si trattava del cacciatorpediniere inglese Havock. La scia del siluro fu però notata da bordo e il cacciatorpediniere britannico fece in tempo a manovrare per evitare di essere colpito. Subito dopo ebbe inizio la caccia al sommergibile. Il fatto provocò una piccola crisi internazionale con accuse alla Regia Marina di "pirateria". Ciononostante la Royal Navy, dopo aver informato l'Italia di essere a conoscenza della nazionalità del sommergibile e minacciando reazioni di più vasta portata in caso di reiterato attacco, lasciò cadere la questione.
In seguito l'Iride fu incorporato ufficialmente dalla flotta nazionalista spagnola e il suo nome venne cambiato da Iride in Gonzalez Lopez e poi L.3.
In seguito all'esperienza della guerra civile spagnola venne decorato l'8 aprile 1939 della medaglia di bronzo al valor militare. Permase al comando dell'Iride sino al 18 aprile 1939.
Successivamente proseguì la carriera sempre sui sommergibili, al comando dei battelli Galileo Ferraris (dall'11 novembre 1937 all'8 gennaio 1938, temporaneamente), Nereide (dal 19 aprile al 14 giugno 1939), Ametista (dal 14 giugno al 1º novembre 1939, col quale eseguì le prime esperienze di rilascio dei mezzi speciali) e Zaffiro (dal 1º novembre 1939 al 9 maggio 1940).

### La seconda guerra mondiale
Trasferito successivamente presso la base di Lero, nel Dodecaneso, vi rimase fino all'entrata in guerra dell'Italia, il 10 giugno 1940 dove era comandante del sommergibile Vettor Pisani sin dal 9 maggio e prese parte alla battaglia di Punta Stilo del 9 luglio. Ma il Vettor Pisani si dimostrò estremamente obsoleto e non fu più utilizzato in azioni belliche. Nell'agosto fu inviato a Memel, allora territorio tedesco, a un corso per sommergibilisti atlantici dove si addestrò a bordo di un U-Boot. Lì probabilmente conobbe l'ammiraglio tedesco Karl Dönitz.

#### Comandante delloScirè

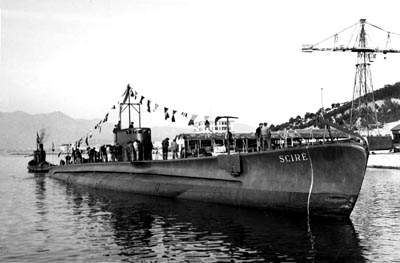
Il sommergibile Scirè

Promosso capitano di corvetta, nel 1940 fu designato al reparto incursori della 1ª Flottiglia MAS, dove divenne comandante del sommergibile Scirè dall'11 settembre 1940, durante i lavori di adattamento per il trasporto dei mezzi d'assalto alla Spezia.

#### Gli attacchi a Gibilterra

Junio Valerio Borghese

Il 24 settembre 1940 Borghese cominciò la sua prima operazione contro la piazzaforte di Gibilterra (BG1), trasportando dei siluri a lenta corsa con le relative squadre. Giunto a destinazione il 29 settembre, l'intera operazione fu annullata poiché la squadra britannica aveva nel frattempo lasciato il porto; non rimase quindi altro da fare che rientrare alla Spezia.
Il 21 ottobre, avuta informazione della presenza a Gibilterra della corazzata HMS Barham e di un'altra non identificata, si ritentò nuovamente (BG2) con le medesime squadre di SLC. Durante le manovre di avvicinamento, giunto nello stretto di Gibilterra, lo Scirè fu intercettato da un cacciatorpediniere britannico e fu costretto a immergersi per sfuggire alla caccia. Giunto in posizione, Borghese fece adagiare il sommergibile sul fondo, ma le forti correnti trascinarono il mezzo lontano, obbligandolo ad emergere e a riattraversare lo stretto. Riposizionatosi, lo Scirè fu nuovamente trascinato dalle correnti. Borghese si diresse quindi nella baia di Algeciras, in acque territoriali spagnole, dove furono sganciati i SLC. La missione cominciò ad apparire compromessa per il fatto che i sommozzatori del Gruppo Gamma, contrastati dalle forti correnti, non sarebbero riusciti a giungere in posizione. Borghese cominciò a pensare che fosse più opportuno annullarla, ma Gino Birindelli, notando il movimento delle alghe, comprese che le correnti avrebbero trascinato il sommergibile e quindi anche gli SLC in posizione prossima alla baia di Gibilterra. Informato da Birindelli, Borghese assegnò gli obiettivi: Gino Birindelli avrebbe minato la prima corazzata, Teseo Tesei la seconda e Luigi Durand de la Penne avrebbe ripiegato su una grande unità a sua scelta; poi avviò la missione scaricando gli assaltatori e, dopo aver informato il comando italiano, si diresse verso La Spezia. La missione fallì gli obiettivi a causa di guasti alle apparecchiature e Birindelli fu preso prigioniero, mentre gli altri incursori riuscirono a guadagnare la costa spagnola e poi a rimpatriare; per la prima volta si era però riusciti a forzare la munita base navale di Gibilterra. Per questa azione il 2 gennaio 1941 Borghese fu decorato con la medaglia d'oro al valor militare.
Dopo gli insuccessi iniziali, il comando dell'intero reparto incursori fu affidato al capitano di fregata Vittorio Moccagatta e il 15 marzo 1941 fu costituita la Xª Flottiglia MAS, dotata di un comando centrale e formata da due reparti d'assalto, uno costituito dai mezzi di superficie e affidato a Giorgio Giobbe e l'altro affidato a Borghese e costituito dai mezzi subacquei; anche con il suo contributo furono pianificati e realizzati tutti i progetti per il forzamento della rada di Gibilterra, di Alessandria d'Egitto e il non realizzato forzamento del porto di New York.
Il 15 aprile 1941 Borghese, alla guida dello Scirè, partì per una nuova missione a Gibilterra (BG3). Questa volta gli operatori furono trasferiti in aereo a Cadice e non più a bordo del sommergibile. Lo Scirè giunse nel porto di Cadice il 25 maggio, dopo aver accumulato molto ritardo a causa delle correnti marine avverse. Nel porto spagnolo si rifornì presso la nave cisterna italiana Fulgor, che era stata internata e fungeva segretamente da nave appoggio. Nel frattempo, però, la flotta inglese aveva abbandonato il porto per una missione e si decise di cambiare obiettivi, andando a colpire le navi in rada. Fu scelta in particolare una nave cisterna, che agli occhi degli incursori apparve essere una petroliera, ma ancora una volta furono traditi dall'equipaggiamento e l'operazione saltò. Gli inglesi non si accorsero di essere stati sotto attacco.
Nella notte tra il 25 e 26 luglio 1941 avvenne l'attacco contro la base britannica di Malta, che si concluse in un disastro. Gli incursori furono tutti intercettati e Vittorio Moccagatta e Giorgio Giobbe, che si trovavano a bordo di un battello di appoggio che fu raggiunto dai caccia britannici, furono colpiti e uccisi. La Xª MAS si trovò improvvisamente senza comandante, incarico che fu momentaneamente affidato a Borghese fino alla nomina di Ernesto Forza.
Il 10 settembre 1941 Borghese, alla guida dello Scirè, partì per la quarta missione a Gibilterra (BG4) seguendo lo stesso schema della precedente. Così il 19 settembre lo Scirè entrò in Cadice e, raccolti gli incursori, li scaricò la sera stessa presso la rada di Gibilterra. Gli obiettivi assegnati da Borghese riguardavano una corazzata classe Nelson per la squadra Amedeo Vesco e Antonio Zozzoli, un mercantile per Decio Catalano e Giuseppe Giannoni e la portaerei Ark Royal per Licio Visintini e Giovanni Magro. Le prime due squadre non riuscirono a forzare il porto e ripiegarono su due navi presenti in rada, raggiungendo poi la costa spagnola a nuoto. Visintini e Magro, invece, riuscirono a penetrare all'interno, ma raggiungere la portaerei si rivelò troppo difficile e ripiegarono su una nave cisterna.
Le navi affondate furono le navi cisterna Fiona Shell e Denbydale, mentre fu gravemente danneggiata la motonave armata Durham. I sei operatori furono insigniti per questa operazione della medaglia d'argento al valor militare, mentre il comandante Borghese venne promosso capitano di fregata per meriti di guerra.

#### L'impresa di Alessandria
Borghese, dopo l'attacco a Gibilterra, cominciò a studiare un nuovo attacco, questa volta contro la base navale di Alessandria d'Egitto. Anche questa volta gli incursori scelti per la missione furono trasferiti con un aereo all'isola di Lero, dove furono poi raccolti da Borghese, arrivato con lo Scirè. Giunsero nella rada di Alessandria la sera tra il 18 e il 19 dicembre 1941 e vi vennero rilasciati gli uomini. Due erano stati imbarcati come riserva. Poi Borghese rientrò a Lero.
L'attacco condusse al grave danneggiamento delle navi da battaglia inglesi Queen Elizabeth e Valiant. Borghese, al termine della missione, fu nominato Cavaliere dell'Ordine militare di Savoia.

#### Il progetto d'attacco a New York
Dopo il successo dell'impresa di Alessandria, Borghese dovette lasciare il comando del sommergibile Scirè il 28 maggio 1942, per potersi dedicare completamente al reparto subacqueo della Xª MAS.
Nel 1942 viaggiò in Europa per raccogliere informazioni che potessero aiutare a compiere altre azioni belliche. A Parigi incontrò Karl Dönitz, con il quale intendeva pianificare delle operazioni.
In seguito incontrò anche gli uomini della X MAS ad Algeciras.
Nell'estate ritornò a Parigi, dove ebbe un nuovo colloquio con Dönitz, ma non ottenne risultati; pertanto decise che eventuali azioni sarebbero state portate a termine solo da mezzi italiani. Iniziò a prendere in considerazione l'idea di un attacco contro New York, non tanto per un possibile successo militare, quanto per una vittoria morale.

Il classe CA imbarcato sul sommergibile Leonardo Da Vinci durante le prove; si nota una delle morse che assicurano il CA all'avvicinatore

Nel luglio 1942 Borghese studiò un progetto molto ambizioso, un attacco della Xª Flottiglia MAS al porto di New York. Fu scelto il sommergibile atlantico Leonardo da Vinci della base BETASOM di Bordeaux come mezzo avvicinatore. Il sommergibile avrebbe dovuto trasportare fino alla foce dell'Hudson un piccolo sommergibile tascabile tipo CA (fu inviato via treno a Bordeaux, per l'operazione, il CA 2) in un apposito “pozzo” ricavato al posto del cannone prodiero. Il tenente di vascello Eugenio Massano fu inviato anch'egli a Bordeaux dal comandante della Xª Flottiglia MAS. Borghese avrebbe dovuto guidare il piccolo classe CA, che con a bordo alcuni «uomini gamma» (sommozzatori d'assalto) e 28 cariche esplosive da 20 a 100 kg si sarebbe recato nel porto per minare delle navi.
I lavori furono effettuati nell'agosto 1942 e in settembre furono svolte le prove di rilascio del CA 2 dal Da Vinci, sotto la supervisione del tenente di vascello Eugenio Massano. Le prove ottennero risultati apprezzabili: il Da Vinci, in immersione a circa 12 metri, riusciva a rilasciare il piccolo CA e a recuperarlo. In realtà il recupero era un'ipotesi molto remota e si era già previsto che i membri del Gruppo Gamma avrebbero dovuto distruggere il mezzo al termine dell'operazione per poi raggiungere la terraferma.
La missione fu rinviata in seguito alla perdita del Da Vinci il 23 maggio 1943 e poi annullata a seguito dell'armistizio di due mesi dopo. Si era anche previsto che sarebbero dovute seguire analoghe incursioni contro Città del Capo e Freetown.

#### Comandante della Xª MAS
Il 1º maggio 1943 Borghese assunse il comando della Xª Flottiglia MAS. Uno dei primi comandi che impartì fu quello di inviare il tenente di vascello Luigi Ferraro in missione ad Alessandretta, dove questi, nei mesi di giugno e luglio, riuscì ad affondare tre navi alleate.
La caduta di Mussolini il 25 luglio 1943 fermò buona parte delle operazioni.
In totale, erano stati affondati o gravemente danneggiati dai mezzi d'assalto italiani, nelle azioni compiute nel Mediterraneo dal 10 giugno 1940 all'8 settembre 1943, 77.380 tonnellate di naviglio da guerra e 187 412 tonnellate di naviglio mercantile, per un totale di 264 792 tonnellate.

### La Repubblica Sociale Italiana
(Junio Valerio Borghese)

Febbraio 1944, Junio Valerio Borghese passa in rassegna il Battaglione "Barbarigo"

Immediatamente dopo l'armistizio dell'8 settembre, molti marò della Xª Flottiglia MAS tornarono a casa o si rifugiarono sulle colline in attesa degli eventi, mentre il comando di stanza nella caserma della Spezia non si sbandò e, messo in allarme, attese ordini disciplinatamente, evitando però di distruggere i piccoli mezzi navali all'ancora fuori della caserma, di cui parte poi cadde momentaneamente in mani tedesche.
La serata stessa Borghese raggiunse l'ammiraglio Aimone d'Aosta e inutilmente cercarono insieme di contattare Roma per avere conferma dell'armistizio e ricevere ordini. Tuttavia la mattina seguente Aimone ricevette l'ordine di trasferirsi al sud presso il re. La Xª MAS, continuando a rimanere priva di ordini, mantenne l'attività nella caserma immutata e per tutto il tempo la bandiera italiana rimase sul pennone. Borghese inoltre dispose di aprire il fuoco contro chiunque avesse tentato di attaccare la caserma, riuscendo a respingere alcuni tentativi tedeschi di disarmare i marò.

Foto di gruppo: sono riconoscibili Borghese (alla guida), Bardelli, Bertozzi, con i militi della Decima MAS (1944)

Il 9 settembre gli ufficiali si riunirono per decidere la strada da intraprendere e Borghese ribadì la lealtà all'alleato tedesco. L'11 settembre radunò invece i marinai della Spezia, spiegando la situazione e dando il permesso di congedarsi a coloro che non se la fossero sentita. La maggioranza si congedò. In questo periodo la Decima si dotò di un proprio regolamento che costituisce un unicum nella storia militare italiana: prevedeva la totale uguaglianza fra ufficiali e truppa (panno della giubba uguale per tutti, pasti in comune), promozioni guadagnate solo sul campo, pena di morte per i marò colpevoli di furto, saccheggio, diserzione o vigliaccheria in faccia al nemico. La Decima adottò inoltre il proprio saluto: "Decima, comandante" cui veniva risposto "Decima, marinai".
Il 14 settembre stipulò un accordo con il Korvettenkapitän Max Berninghaus, comandante navale delle forze del Terzo Reich in Liguria, con il quale la Xª Flottiglia MAS venne riconosciuta come unità combattente con piena autonomia in campo logistico, organico, della giustizia, disciplinare e amministrativo e battente bandiera italiana. Dopo l'accordo molti marò che in precedenza si erano sbandati fecero ritorno in caserma e, da circa trecento che erano restati dopo l'armistizio, divennero tremila in pochi giorni. Il 18 settembre un primo importante nucleo, proveniente da Pola, di circa trecentocinquanta uomini guidati da Umberto Bardelli raggiunse La Spezia.
Dopo la nascita della Repubblica Sociale Italiana, l'ammiraglio Antonio Legnani, nuovo sottosegretario alla Marina, inserì la Decima Mas nell'organico della Marina Nazionale Repubblicana, sebbene essa agisse di fatto in maniera del tutto autonoma. Contrasti invece nacquero nel novembre 1943 con il capitano di vascello Ferruccio Ferrini, successore di Legnani nel frattempo deceduto in un incidente automobilistico. Nonostante i contrasti con i vertici politici e militari della Repubblica Sociale (contrasti che condussero all'arresto di Borghese con l'accusa di essere a capo di una congiura tesa a rovesciare Mussolini), le sue forze furono impegnate su tutti i fronti più importanti, a partire da quello di Anzio e Nettuno.
I militari della Decima erano tutti volontari (che ritenevano di sottrarsi all'onta di quello che avevano inteso come un tradimento nei confronti dell'alleato germanico), provenienti dalle più diverse armi delle Forze Armate Repubblicane.
Non si registrò mai un calo del numero di volontari e infatti si costituirono numerosi corpi di "fanteria di marina", il tutto anche in virtù della popolarità che Borghese riscuoteva fra le masse; in contrapposizione la GNR per aumentare il numero degli uomini fu costretta ad arruolamenti forzati a seguito di azioni di coscrizione degli abili.
Negli ultimi mesi del conflitto, al fine di difendere l'italianità dell'Istria, Borghese avviò contatti con la Regia Marina al sud (ammiraglio de Courten) per favorire uno sbarco italo-alleato in Istria e salvare le terre orientali dall'avanzata delle forze jugoslave. Lo sbarco studiato dalla marina italiana del Sud si sarebbe avvalso dell'appoggio delle formazioni fasciste e della Decima, con o senza l'intervento alleato. L'opposizione inglese fece fallire questo piano, non potendo inimicarsi Stalin dopo l'accordo di Yalta e favorendo così l'avanzata degli jugoslavi, che ebbero peraltro anche l'attivo sostegno della Royal Navy britannica.

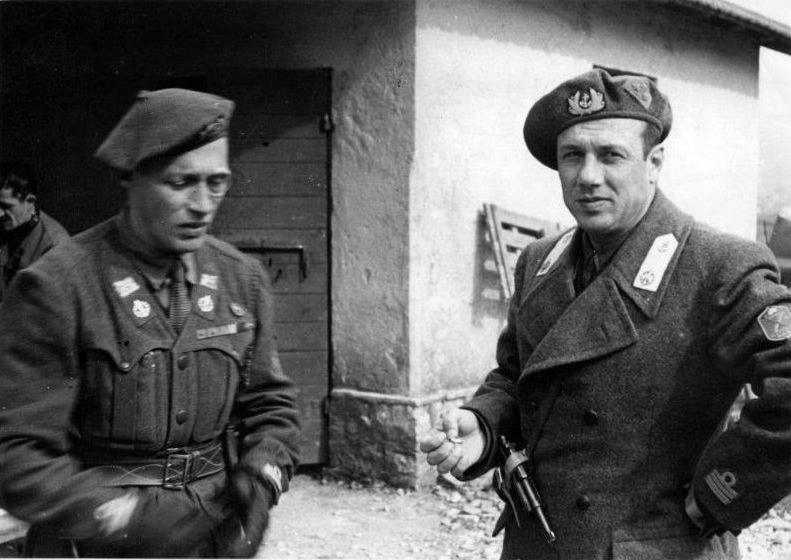
Aprile 1944, Junio Valerio Borghese con il comandante Umberto Bardelli

L'attività della Xª MAS non si limitò alle incursioni navali contro le forze nemiche, ma si estese alla costituzione di reparti di terra, che assunsero al termine del conflitto le dimensioni di una vera e propria divisione di fanteria leggera. Il 1º maggio 1944 fu ufficialmente trasformata in "Divisione Fanteria di marina Xª", raggruppando tutti i vari reparti di terra.
Tuttavia, a causa dell'opposizione tedesca (che mal vedeva la ricostituzione di grandi unità italiane), la Divisione Decima MAS (composta da due gruppi di combattimento) non poté mai entrare in azione come unità organica, ma fu frazionata in battaglioni usati dai comandi tedeschi sul fronte della Linea Gotica e poi del Senio. Una parte della Divisione (il Secondo Gruppo) era pronto per muovere sul confine orientale, per difendere Trieste e Fiume dall'avanzata degli jugoslavi, ma fu bloccato prima dai tedeschi e poi dalla svolta rappresentata dalla Liberazione nell'aprile 1945.
A partire dalla seconda metà del 1944 la Decima fu impiegata anche in attività antipartigiane e rastrellamenti di civili nelle zone dove agivano i partigiani, al fianco dei tedeschi; in queste azioni si registrarono rappresaglie, saccheggi, sevizie ed esecuzioni sommarie. Negli ultimi mesi del 1944 le azioni di alcuni gruppi degli appartenenti al corpo crearono preoccupazione anche nelle stesse autorità dell'RSI: il prefetto di Milano, Mario Bassi, si lamentò con il Duce per i «furti, rapine, provocazioni gravi, fermi, perquisizioni, contegni scorretti in pubblico» commessi da appartenenti alla Decima, evidenziando come questi causassero preoccupazione nella popolazione, anche per l'apparente impunità che li caratterizzava, chiedendo che la formazione venisse allontanata dalla città.

#### La smobilitazione della Xª MAS e il salvataggio di Borghese

Piazzale Fiume a Milano, 26 aprile 1945. Borghese ordina l'ammainabandiera e smobilita la Xª MAS.

Il 25 aprile 1945 la Xª MAS con Borghese rimase acquartierata nella caserma di piazzale Fiume in Milano. Si svolsero nel frattempo febbrili trattative tra il capitano Gennaro Riccio, comandante del "Distaccamento Milano" della Xª MAS e un maggiore in rappresentanza del generale Raffaele Cadorna, presentatosi come "Mario Argenton". In base agli accordi, poi sottoscritti anche da Cadorna, si organizzò il trapasso con la nuova autorità cittadina rappresentata dal Corpo volontari della libertà.
La cerimonia in piazzale Fiume si concluse il 26 aprile 1945 alle 17.00 con lo scioglimento formale della Xª MAS a Milano. Borghese consegnò a tutti i marò cinque mesi di stipendio e, quando tutti ebbero lasciato la caserma, fu preso in consegna dalla polizia partigiana.
Il 9 maggio fu contattato dall'agente dei Servizi segreti italiani Carlo Resio e dall'agente dell'OSS James Angleton, che lo informarono che l'ammiraglio Raffaele de Courten intendeva incontrarlo a Roma.
In seguito, l'11 maggio, con l'aiuto dei servizi segreti americani, scortato da Resio e Angleton, fu trasferito a Roma, dove trascorse un breve periodo prima di essere ufficialmente arrestato dalle autorità americane il 19 maggio per essere trasferito nel campo di concentramento di Cinecittà. Secondo Renzo De Felice:

### Il dopoguerra

#### Il processo e la condanna
Nell'immediato dopoguerra Borghese riuscì a sottrarsi alle forze partigiane che intendevano fucilarlo e fu chiamato a pagare per i crimini commessi ai danni dei civili e contro il governo di Badoglio.
Dopo un concitato periodo di latitanza, seguirono ripetuti arresti e trasferimenti da un luogo di detenzione all'altro, in attesa dell'inizio del processo. In tale periodo riuscì a farsi accordare la protezione dai Servizi segreti statunitensi, con i quali era già in contatto da diversi mesi prima della fine della guerra in funzione anticomunista ed antislava, in particolare del responsabile del controspionaggio dell'OSS, James Jesus Angleton.
Grazie alla pressione del OSS e di settori dei servizi italiani, Borghese ottenne di essere giudicato di fronte a una Corte d'Assise a lui tutt'altro che sfavorevole. A seguito dell'istanza del suo avvocato, Italo Formichella, di ricusazione della Corte d'Assise di Milano per legittima suspicione, la Corte di cassazione dispose il trasferimento del processo alla Corte di Roma, presieduta dal dottor Caccavale, ex vicepresidente dell'"Unione fascista per le famiglie numerose" e amico del principe Giangiacomo Borghese, ex governatore fascista della città di Roma e parente stretto dell'imputato.
Prosciolto dalla sezione istruttoria del tribunale di Roma dall'accusa di omicidio per aver fatto fucilare 43 partigiani dai reparti ai suoi ordini, venne rinviato a giudizio per collaborazionismo e per concorso in un numero limitato di omicidi, effettuati come rappresaglia all'attentato di Valmozzola del 12 marzo 1944, dove un treno fu assaltato dai partigiani e furono uccisi due ufficiali del battaglione Lupo della Xª Flottiglia MAS, Gastone Carlotti e Domenico Pieropan, che si stavano recando in licenza e prelevati altri sei militari di cui due carabinieri che furono fucilati poco dopo. L'azione causò un imponente rastrellamento da parte del colonnello Luigi Carallo della Decima MAS, che portò all'arresto di nove partigiani (di cui sette ritenuti i responsabili) che, ad eccezione di uno, furono fucilati per rappresaglia il 17 dello stesso mese.
(Deposizione di Junio Valerio Borghese l'8 novembre 1948)
La Corte d'assise lo giudicò colpevole di collaborazionismo con i tedeschi in azioni di rappresaglia e concorso morale nella strage di partigiani catturati.
Per la determinazione della pena, la Corte assunse come base l'ergastolo e riconobbe due attenuanti: la medaglia d'oro al valor militare e l'assistenza prestata ai deportati in Germania, oltre alla tutela di alcuni impianti industriali del Nord, che ridussero la pena da scontare a 12 anni di reclusione.
Grazie alle disposizioni dell'amnistia Togliatti, il giorno stesso della lettura del dispositivo della sentenza, il 17 febbraio 1949, la Corte dispose l'immediata scarcerazione del condannato, che aveva già scontato per intero, in regime di carcerazione preventiva, la pena residua.

Comizio di Borghese al Colosseo il 5 giugno 1953

#### L'adesione al MSI
Borghese aderì al Movimento Sociale Italiano nel novembre 1951 e fu nominato presidente onorario, fino al 1953; inizialmente appoggiò la corrente di Almirante, poi abbandonò il partito, che giudicava troppo debole e si avvicinò alla destra extraparlamentare. Sempre nel 1953 firmò la prefazione per Gli uomini e le rovine testo dell'esoterista e ideologo Julius Evola in cui, criticando aspramente il Movimento Sociale Italiano, viene proposto come "rimedio" per salvare la destra italiana quello di creare una rete segreta e anti-parlamentare comune ("un Ordine") e rivalutare l'uso della violenza nella lotta politica, quasi preannunciando l'idea del successivo tentato golpe.

#### Il Fronte Nazionale
Nel settembre 1968 fondò il Fronte Nazionale, allo scopo — secondo i servizi segreti — «di sovvertire le istituzioni dello Stato con disegni eversivi».
Costituì gruppi clandestini armati, in stretto collegamento con Ordine Nuovo e Avanguardia Nazionale, due organizzazioni del neofascismo.
Intanto nel 1963 la moglie, la principessa Daria Olsoufiev, era morta in un incidente stradale e Borghese aveva ottenuto l'incarico puramente onorario di presidente del Banco di Credito Commerciale e Industriale, che fu in seguito acquisito da Michele Sindona.

#### IlgolpeBorghese

Borghese l'anno del suo tentato golpe

Nella notte tra il 7 e l'8 dicembre 1970 promosse un colpo di Stato, avviato e poi interrotto, con la collaborazione di altri dirigenti del Fronte Nazionale, paramilitari appartenenti a formazioni del neofascismo e di numerosi alti ufficiali delle forze armate e funzionari ministeriali
(Con queste parole, peraltro mai pronunziate, Junio Valerio Borghese avrebbe dovuto proclamare il buon esito del Golpe)
Al golpe si stima che parteciparono circa 20 000 uomini attivi e altrettanti pronti per essere attivati. Le circostanze del fallimento di quello che è rimasto noto come il "golpe Borghese" (o "golpe dei Forestali") sono tuttora oscure e controverse. Fu Borghese in persona a impartire il contrordine, ma si rifiutò di spiegarne le ragioni persino ai suoi più fidati collaboratori. Lo fece dopo aver ricevuto una misteriosa telefonata. Alcune fonti individuano in Licio Gelli l'autore della telefonata. Secondo altre fonti fu invece Giulio Andreotti, per il tramite del suo segretario Gilberto Bernabei, a indurre Borghese a decretare il contrordine.
Il magistrato Claudio Vitalone ha ipotizzato che l'intervento armato sarebbe servito unicamente come premessa a una svolta autoritaria. In seguito alla desecretazione di documenti statunitensi, è stato reso noto che quantomeno i servizi segreti USA erano a conoscenza del golpe.
Non mancò comunque chi difese Borghese anche per questo drammatico episodio storico. Riguardo alla dinamica del golpe si espresse anche l'ammiraglio Gino Birindelli (suo commilitone e medaglia d'oro al valor militare), affermando che «Borghese fosse una persona troppo intelligente e patriota da fare queste fesserie». Secondo lui, infatti, l'idea del "golpe" era frutto solo dell'entusiasmo dei giovani sostenitori del principe Borghese.

#### Gli ultimi anni
In seguito al fallimento del golpe, Borghese si rifugiò nella Spagna franchista, mentre nel 1971 fu emesso un mandato di cattura per il fallito colpo di Stato. Non fidandosi della giustizia italiana che, peraltro, nel 1973 revocò l'ordine di cattura e lo prosciolse, rimase all'estero fino alla morte, avvenuta in circostanze sospette a Cadice il 26 agosto 1974.
In una intervista alla televisione svizzera, nel 1971, Borghese aveva rivendicato il suo progetto di golpe, esprimendo fra l'altro, per l'occasione, il desiderio di «sterminare» i comunisti italiani:
Borghese fu colpito improvvisamente da un malore dopo una cena il 24 agosto 1974. Ci fu chi parlò di indigestione con conseguente attacco cardiaco, o addirittura di avvelenamento da arsenico perpetrato da parte di persone a lui vicine (per coprire presunte complicità dei servizi segreti italiani o stranieri nel golpe), benché il certificato di morte ufficiale riporti come causa naturale del decesso «pancreatite acuta emorragica». Borghese morì in ospedale due giorni dopo.
Lo stesso anno, Borghese era stato in Cile con Stefano Delle Chiaie per incontrare il generale Augusto Pinochet e uno dei capi della polizia segreta cilena, Jorge Carrasco.
È sepolto nella cappella di famiglia nella basilica di Santa Maria Maggiore, a Roma.

## Onorificenze

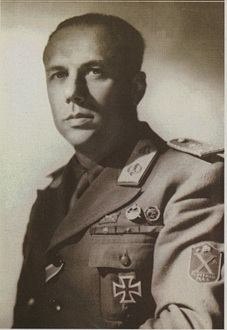
Borghese con diverse onorificenze sulla divisa, durante il periodo della RSI

### Onorificenze della Repubblica Sociale Italiana
(Non riconosciute dal Regno d'Italia e dalla Repubblica Italiana)

## Famiglia
Nacque come Junio Valerio Scipione Ghezzo Marcantonio Maria dei principi Borghese a Roma, in una delle famiglie più importanti della nobiltà romana, di antiche origini senesi, con 4 cardinali, un papa e la sorella di Napoleone Bonaparte, Paolina, fra i suoi antenati. Era il figlio secondogenito del principe Livio Borghese di Sulmona (1874-1939), principe di Rossano, principe di Vivaro Romano, principe di Monte Compatri, duca di Palombara, duca di Poggio Nativo e Castelchiodato; la madre era la principessa Valeria Maria Alessandra Keun (Smirne, 1880 - Catania, 1956), figlia di Alfred August Keun e Virgina Amirà. I suoi genitori si separarono a Roma il 31 maggio 1911.
Come conseguenza del fatto che il padre era un diplomatico (con il grado di ministro plenipotenziario), Junio Valerio visse i primi anni di vita in viaggio fra l'Italia e le principali capitali estere, soggiornando in Cina, Egitto, Spagna, Francia e Gran Bretagna.
In Italia trascorse per lo più il suo tempo a Roma e nelle vicinanze.
Sposò a Firenze, il 30 settembre 1931, la contessa russa Dar'ja Vasil'evna Olsuf’eva (Mosca, 1909 - Roma, 1963), sorella di Aleksandra "Assia" Vasil'evna Olsuf’eva, moglie di Andrea Busiri Vici, e di Ol'ga Vasil'evna Olsuf'eva, sposata in prime nozze con Ruggero Alfredo Michahelles. Ebbero quattro figli:
- Elena Maria Nives (Roma, 1932 - Parigi, 2004)[90];
- Paolo Valerio Livio Vasilj Michele Scipione Romano Maria (Roma, 1933 - Roma, 1999), che sposò Nikè Arrighi, da cui ebbe:
  - Flavia;
- Livio Giuseppe Maria della Neve (Roma, 1940 - Sperlonga, 1989), che sposò Piera Loreta Rita Vallone (1941), da cui ebbe:
  - Daria (1968), che sposò Carmelo Tibor Salleo dei Baroni di San Filippo;
  - Livia;
  - Marcantonio (Roma, 1970), che sposò Francesca d'Amore;
  - Niccolò;
- Andrea Scirè Maria della Neve[91] (Roma, 1942 - Wollongong, 2024), che sposò Marisa Canti, da cui ebbe:
  - Luca;
  - Alessio (gemello di Luca);
  - Karen;
  - Valerio.

## Ascendenza
|                                        |                      |                              | Genitori                                                 |  |  | Nonni |  |  | Bisnonni                                         |  |  | Trisnonni                                   |  |
|                                        |                      |                              |                                                          |  |  |       |  |  | Marcantonio V Borghese, VIII principe di Sulmona |  |  | Francesco Borghese, VII principe di Sulmona |  |
|                                        |                      |                              |                                                          |  |  |       |  |  | Marcantonio V Borghese, VIII principe di Sulmona |  |  | Francesco Borghese, VII principe di Sulmona |  |
|                                        |                      | Adele de La Rochefoucauld    |                                                          |  |  |       |  |  | Marcantonio V Borghese, VIII principe di Sulmona |  |  |                                             |  |
| Paolo Borghese, IX principe di Sulmona |                      |                              |                                                          |  |  |       |  |  | Marcantonio V Borghese, VIII principe di Sulmona |  |  |                                             |  |
|                                        |                      | Thérèse de La Rochefoucauld  | Alexandre-Jules de La Rochefoucauld, IV duca di Estissac |  |  |       |  |  |                                                  |  |  |                                             |  |
|                                        |                      | Thérèse de La Rochefoucauld  | Alexandre-Jules de La Rochefoucauld, IV duca di Estissac |  |  |       |  |  |                                                  |  |  |                                             |  |
|                                        |                      | Thérèse de La Rochefoucauld  | Hélène-Charlotte Pauline Dessolle                        |  |  |       |  |  |                                                  |  |  |                                             |  |
| Livio Borghese, XI principe di Sulmona |                      | Thérèse de La Rochefoucauld  |                                                          |  |  |       |  |  |                                                  |  |  |                                             |  |
|                                        |                      | Rudolf Appony de Nagy-Appony | Antal Appony de Nagy-Appony                              |  |  |       |  |  |                                                  |  |  |                                             |  |
|                                        |                      | Rudolf Appony de Nagy-Appony | Antal Appony de Nagy-Appony                              |  |  |       |  |  |                                                  |  |  |                                             |  |
|                                        |                      | Rudolf Appony de Nagy-Appony | Maria Teresa de Nogarola                                 |  |  |       |  |  |                                                  |  |  |                                             |  |
| Ilona Appony de Nagy-Appony            |                      | Rudolf Appony de Nagy-Appony |                                                          |  |  |       |  |  |                                                  |  |  |                                             |  |
|                                        |                      | Anna von Beckendorff         | Alexander von Benckendorff                               |  |  |       |  |  |                                                  |  |  |                                             |  |
|                                        |                      | Anna von Beckendorff         | Alexander von Benckendorff                               |  |  |       |  |  |                                                  |  |  |                                             |  |
|                                        |                      | Anna von Beckendorff         | Elisabeth von Donetz-Sascharshewski                      |  |  |       |  |  |                                                  |  |  |                                             |  |
| Junio Valerio Borghese                 |                      | Anna von Beckendorff         |                                                          |  |  |       |  |  |                                                  |  |  |                                             |  |
|                                        | Benjamin George Keun | Isaac Keun                   |                                                          |  |  |       |  |  |                                                  |  |  |                                             |  |
|                                        | Benjamin George Keun | Isaac Keun                   |                                                          |  |  |       |  |  |                                                  |  |  |                                             |  |
|                                        | Benjamin George Keun | Sofia Rosa Caterina Fantozzi |                                                          |  |  |       |  |  |                                                  |  |  |                                             |  |
| Alfred August Keun                     | Benjamin George Keun |                              |                                                          |  |  |       |  |  |                                                  |  |  |                                             |  |
|                                        |                      | Laura Borrell                | Henry Perigal Borrell                                    |  |  |       |  |  |                                                  |  |  |                                             |  |
|                                        |                      | Laura Borrell                | Henry Perigal Borrell                                    |  |  |       |  |  |                                                  |  |  |                                             |  |
|                                        |                      | Laura Borrell                | Amelia Boddington                                        |  |  |       |  |  |                                                  |  |  |                                             |  |
| Valeria Alessandra Keun                |                      | Laura Borrell                |                                                          |  |  |       |  |  |                                                  |  |  |                                             |  |
|                                        |                      | George Almirà                | …                                                        |  |  |       |  |  |                                                  |  |  |                                             |  |
|                                        |                      | George Almirà                | …                                                        |  |  |       |  |  |                                                  |  |  |                                             |  |
|                                        |                      | George Almirà                | …                                                        |  |  |       |  |  |                                                  |  |  |                                             |  |
| Virginie Almirà                        |                      | George Almirà                |                                                          |  |  |       |  |  |                                                  |  |  |                                             |  |
|                                        |                      | Marietta da Negroponte       | Teodoro da Negroponte                                    |  |  |       |  |  |                                                  |  |  |                                             |  |
|                                        |                      | Marietta da Negroponte       | Teodoro da Negroponte                                    |  |  |       |  |  |                                                  |  |  |                                             |  |
|                                        |                      | Marietta da Negroponte       | Phoebe Charlotte Beale                                   |  |  |       |  |  |                                                  |  |  |                                             |  |
|                                        |                      | Marietta da Negroponte       |                                                          |  |  |       |  |  |                                                  |  |  |                                             |  |

## Opere
- Decima flottiglia mas. Dalle origini all'armistizio, Garzanti, Milano, 1952.